# Shaleum Logan

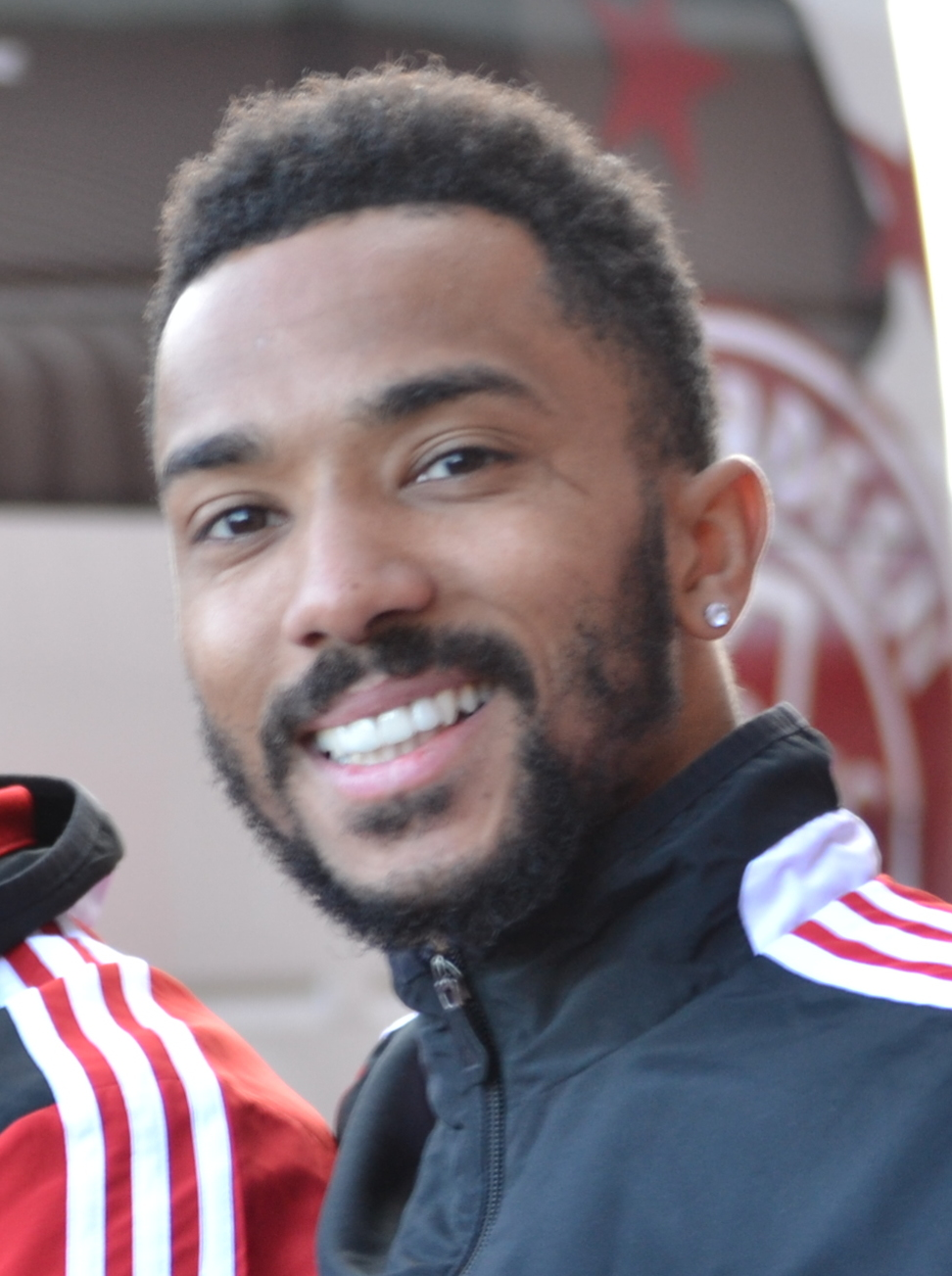
Shaleum Logan

Shaleum Logan (Manchester, 29 januari 1988) is een Engels voetballer. Hij speelt sinds 2007 voor Manchester City.